# Puchar Świata w snowboardzie 2005/2006
Puchar Świata w snowboardzie w sezonie 2005/2006 to 12. edycja tej imprezy. Cykl rozpoczął się 14 września 2005 roku w chilijskim Valle Nevado. Ostatnie zawody sezonu odbyły się natomiast 19 marca 2006 roku w japońskim Furano. Zawody rozgrywano w pięciu konkurencjach: slalom równoległy, gigant równoległy, snowcross, halfpipe i big air (tylko mężczyźni). Dla giganta równoległego i slalomu równoległego prowadzono wspólną klasyfikację - PAR. W tym sezonie, po rocznej przerwie, powrócono do prowadzenia klasyfikacji generalnej.
Puchar Świata rozegrany został w 11 krajach i 19 miastach na 4 kontynentach. Najwięcej konkursów (7) rozegranych zostało w Kanadzie.

## Konkurencje
- slalom równoległy (PSL)
- gigant równoległy (PGS)
- snowcross
- halfpipe
- big air

## Mężczyźni

### Kalendarz i wyniki
| Lp  | Data                 | Miejsce                  | Konkurencja                          | Zwycięzca                            | 2. miejsce                           | 3. miejsce                           |
| 1.  | 14 września 2005     | Valle Nevado             | Halfpipe                             | Xaver Hoffmann                       | Daniel Franck                        | Antti Autti                          |
| 2.  | 15 września 2005     | Valle Nevado             | Halfpipe                             | Antti Autti                          | Mathieu Crepel                       | Miikka Hast                          |
| 3.  | 17 września 2005     | Valle Nevado             | Snowcross                            | Xavier de Le Rue                     | Seth Wescott                         | Sylvain Duclos                       |
| 4.  | 18 września 2005     | Valle Nevado             | Snowcross                            | Lukas Grüner                         | Xavier de Le Rue                     | Guillaume Nantermod                  |
| 5.  | 7 października 2005  | Landgraaf                | PSL                                  | Siegfried Grabner                    | Simon Schoch                         | Adam Smith                           |
| 6.  | 9 października 2005  | Rotterdam                | Big Air                              | Risto Mattila                        | Stefan Gimpl                         | Janne Korpi                          |
| 7.  | 16 października 2005 | Sölden                   | PGS                                  | Heinz Inniger                        | Gilles Jaquet                        | Simon Schoch                         |
| 8.  | 21 października 2005 | Saas-Fee                 | Halfpipe                             | Kazuhiro Kokubo                      | Antti Autti                          | Vinzenz Lüps                         |
| 9.  | 22 października 2005 | Saas-Fee                 | Snowcross                            | Nate Holland                         | Xavier de Le Rue                     | Damon Hayler                         |
| 10. | 8 grudnia 2005       | Whistler                 | Snowcross                            | Alberto Schiavon                     | Nate Holland                         | Paul-Henri de Le Rue                 |
| 11. | 9 grudnia 2005       | Whistler                 | Snowcross                            | Jasey-Jay Anderson                   | Pierre Vaultier                      | Seth Wescott                         |
| 12. | 10 grudnia 2005      | Whistler                 | Halfpipe                             | Kazuhiro Kokubo                      | Vinzenz Lüps                         | Brad Martin                          |
| 13. | 11 grudnia 2005      | Whistler                 | Halfpipe                             | Domu Narita                          | Fumiyuki Murakami                    | Kory Wright                          |
| 14. | 17 grudnia 2005      | Le Relais                | Halfpipe                             | Zawody Odwołane                      | Zawody Odwołane                      | Zawody Odwołane                      |
| 15. | 17 grudnia 2005      | Le Relais                | PGS                                  | Philipp Schoch                       | Andreas Prommegger                   | Gilles Jaquet                        |
| 16. | 18 grudnia 2005      | Le Relais                | PGS                                  | Simon Schoch                         | Philipp Schoch                       | Heinz Inniger                        |
| 17. | 4 stycznia 2006      | Badgastein               | Snowcross                            | Drew Neilson                         | Shaun Palmer                         | Xavier de Le Rue                     |
| 18. | 5 stycznia 2006      | Badgastein               | Snowcross                            | Mario Fuchs                          | Drew Neilson                         | Tom Velisek                          |
| 19. | 7 stycznia 2006      | Klagenfurt am Wörthersee | Big Air                              | Stefan Gimpl                         | Ville Uotila                         | Jaakko Ruha                          |
| 20. | 8 stycznia 2006      | Kreischberg              | PGS                                  | Philipp Schoch                       | Mathieu Bozzetto                     | Siegfried Grabner                    |
| 21. | 9 stycznia 2006      | Kreischberg              | Halfpipe                             | Janne Korpi                          | Mathieu Crepel                       | Markku Koski                         |
| 22. | 14 stycznia 2006     | Kronplatz                | Snowcross                            | Jason Smith                          | Marco Huser                          | Jayson Hale                          |
| 23. | 15 stycznia 2006     | Kronplatz                | PGS                                  | Philipp Schoch                       | Simon Schoch                         | Marc Iselin                          |
| 24. | 19 stycznia 2006     | Leysin                   | Halfpipe                             | Halvor Lunn                          | Therry Brunner                       | Jan Michaelis                        |
| 25. | 20 stycznia 2006     | Leysin                   | Halfpipe                             | Jan Michaelis                        | Halvor Lunn                          | Xaver Hoffmann                       |
| 26. | 22 stycznia 2006     | Nendaz                   | PSL                                  | Simon Schoch                         | Roland Haldi                         | Nicolas Huet                         |
| 27. | 28 stycznia 2006     | Winterberg               | Big Air                              | Matevž Petek                         | Pekka Ruokanen                       | Christophe Reynders                  |
| 28. | 4 lutego 2006        | Mediolan                 | Big                                  | Matevž Petek                         | Stefan Gimpl                         | Ville Uotila                         |
| ZIO | 10 - 26 lutego 2006  | Turyn                    | 20. Zimowe Igrzyska Olimpijskie 2006 | 20. Zimowe Igrzyska Olimpijskie 2006 | 20. Zimowe Igrzyska Olimpijskie 2006 | 20. Zimowe Igrzyska Olimpijskie 2006 |
| 29. | 1 marca 2006         | Szukołowo                | PSL                                  | Marc Iselin                          | Mathieu Bozzetto                     | Roland Fischnaller                   |
| 30. | 3 marca 2006         | Petersburg               | PSL                                  | Simon Schoch                         | Roland Fischnaller                   | Philipp Schoch                       |
| 31. | 4 marca 2006         | Petersburg               | Big Air                              | Sami Saarenpää                       | Ville Uotila                         | Matti Kinnunen                       |
| 32. | 9 marca 2006         | Lake Placid              | PGS                                  | Philipp Schoch                       | Simon Schoch                         | Andreas Prommegger                   |
| 33. | 11 marca 2006        | Lake Placid              | Halfpipe                             | Tommy Czeschin                       | Jan Michaelis                        | Takahiro Ishihara                    |
| 34. | 12 marca 2006        | Lake Placid              | Snowcross                            | Zawody Odwołane                      | Zawody Odwołane                      | Zawody Odwołane                      |
| 35. | 17 marca 2006        | Furano                   | Snowcross                            | Michal Novotný                       | Marco Huser                          | Jasey-Jay Anderson                   |
| 36. | 18 marca 2006        | Furano                   | Halfpipe                             | Crispin Lipscomb                     | Takahiro Ishihara                    | Jan Michaelis                        |
| 37. | 19 marca 2006        | Furano                   | PGS                                  | Daniel Biveson                       | Andreas Prommegger                   | Heinz Inniger                        |

### Klasyfikacje
| Lp.   | Zawodnik            | Punkty |
| ----- | ------------------- | ------ |
| 1.    | Simon Schoch        | 6900   |
| 2.    | Philipp Schoch      | 6595   |
| 3.    | Jasey-Jay Anderson  | 5042   |
| 4.    | Jan Michaelis       | 4560   |
| 5.    | Heinz Inniger       | 4470   |
| 6.    | Andreas Prommegger  | 4060   |
| 7.    | Marc Iselin         | 3748   |
| 8.    | Siegfried Grabner   | 3634   |
| 8.    | Drew Neilson        | 3606   |
| 10.   | Xaver Hoffmann      | 3560   |
| . . . |                     |        |
| 88.   | Mateusz Ligocki     | 1087   |
| 163.  | Rafał S.-Malczewski | 382    |
| 181.  | Michał Ligocki      | 298    |

| Lp. | Zawodnik           | Punkty |
| --- | ------------------ | ------ |
| 1.  | Simon Schoch       | 6900   |
| 2.  | Philipp Schoch     | 6595   |
| 3.  | Heinz Inniger      | 4470   |
| 4.  | Andreas Prommegger | 4060   |
| 5.  | Marc Iselin        | 3748   |
| 6.  | Siegfried Grabner  | 3634   |
| 7.  | Mathieu Bozzetto   | 3481   |
| 8.  | Daniel Biveson     | 3436   |
| 9.  | Gilles Jaquet      | 3021   |
| 10. | Roland Haldi       | 2920   |

| Lp.   | Zawodnik             | Punkty |
| ----- | -------------------- | ------ |
| 1.    | Jasey-Jay Anderson   | 3950   |
| 2.    | Drew Neilson         | 3606   |
| 3.    | Xavier de Le Rue     | 3372   |
| 4.    | Nate Holland         | 3230   |
| 5.    | Marco Huser          | 2837   |
| 6.    | Seth Wescott         | 2770   |
| 7.    | Lukas Grüner         | 2560   |
| 8.    | Paul-Henri de Le Rue | 2440   |
| 9.    | Mario Fuchs          | 2418   |
| 10.   | Jason Smith          | 2200   |
| . . . |                      |        |
| 33.   | Mateusz Ligocki      | 768    |
| 42.   | Rafał S.-Malczewski  | 382    |

| Lp.   | Zawodnik          | Punkty |
| ----- | ----------------- | ------ |
| 1.    | Jan Michaelis     | 4560   |
| 2.    | Xaver Hoffmann    | 3560   |
| 3.    | Kazuhiro Kokubo   | 2420   |
| 4.    | Antti Autti       | 2400   |
| 5.    | Brad Martin       | 2260   |
| 6.    | Domu Narita       | 2150   |
| 7.    | Mikael Sandy      | 2140   |
| 8.    | Takahiro Ishihara | 2135   |
| 9.    | Halvor Lunn       | 2112   |
| 10.   | Mathieu Crepel    | 2010   |
| . . . |                   |        |
| 62.   | Michał Ligocki    | 298    |
| 108.  | Mateusz Ligocki   | 29     |

| Lp.   | Zawodnik        | Punkty |
| ----- | --------------- | ------ |
| 1.    | Stefan Gimpl    | 3100   |
| 2.    | Ville Uotila    | 2820   |
| 3.    | Matevž Petek    | 2610   |
| 4.    | Florian Mausser | 1690   |
| 5.    | Jaakko Ruha     | 1440   |
| 6.    | Risto Mattila   | 1360   |
| 7.    | Pekka Ruokanen  | 1300   |
| 8.    | Janne Korpi     | 1260   |
| 9.    | Benedikt Nadig  | 1190   |
| 10.   | Juho Manninen   | 1090   |
| . . . |                 |        |
| 37.   | Mateusz Ligocki | 290    |

## Kobiety

### Kalendarz i wyniki
| Lp  | Data                 | Miejsce      | Konkurencja                          | Zwyciężczyni                         | 2. miejsce                           | 3. miejsce                           |
| 1.  | 14 września 2005     | Valle Nevado | Halfpipe                             | Hannah Teter                         | Doriane Vidal                        | Holly Crawford                       |
| 2.  | 15 września 2005     | Valle Nevado | Halfpipe                             | Hannah Teter                         | Doriane Vidal                        | Mercedes Nicoll                      |
| 3.  | 17 września 2005     | Valle Nevado | Snowcross                            | Lindsey Jacobellis                   | Maëlle Ricker                        | Marie Laissus                        |
| 4.  | 18 września 2005     | Valle Nevado | Snowcross                            | Déborah Anthonioz                    | Maëlle Ricker                        | Tanja Frieden                        |
| 5.  | 7 października 2005  | Landgraaf    | PSL                                  | Julie Pomagalski                     | Isabelle Blanc                       | Daniela Meuli                        |
| 6.  | 15 października 2005 | Sölden       | PGS                                  | Isabelle Blanc                       | Amelie Kober                         | Daniela Meuli                        |
| 7.  | 21 października 2005 | Saas-Fee     | Halfpipe                             | Mero Imai                            | Lindsey Jacobellis                   | Doriane Vidal                        |
| 8.  | 22 października 2005 | Saas-Fee     | Snowcross                            | Marie Laissus                        | Doresia Krings                       | Lindsey Jacobellis                   |
| 9.  | 8 grudnia 2005       | Whistler     | Snowcross                            | Julie Pomagalski                     | Karine Ruby                          | Erin Simmons                         |
| 10. | 9 grudnia 2005       | Whistler     | Snowcross                            | Doresia Krings                       | Olivia Nobs                          | Erin Simmons                         |
| 11. | 10 grudnia 2005      | Whistler     | Halfpipe                             | Shiho Nakashima                      | Naho Mizuki                          | Yayoi Tamura                         |
| 12. | 11 grudnia 2005      | Whistler     | Halfpipe                             | Sōko Yamaoka                         | Paulina Ligocka                      | Chikako Fushimi                      |
| 13. | 17 grudnia 2005      | Le Relais    | Halfpipe                             | Zawody Odwołane                      | Zawody Odwołane                      | Zawody Odwołane                      |
| 14. | 17 grudnia 2005      | Le Relais    | PGS                                  | Ursula Bruhin                        | Fränzi Mägert-Kohli                  | Daniela Meuli                        |
| 15. | 18 grudnia 2005      | Le Relais    | PGS                                  | Daniela Meuli                        | Doresia Krings                       | Isabelle Blanc                       |
| 16. | 4 stycznia 2006      | Badgastein   | Snowcross                            | Dominique Maltais                    | Olivia Nobs                          | Manuela Riegler                      |
| 17. | 5 stycznia 2006      | Badgastein   | Snowcross                            | Mellie Francon                       | Dominique Maltais                    | Maëlle Ricker                        |
| 18. | 8 stycznia 2006      | Kreischberg  | PGS                                  | Daniela Meuli                        | Rosey Fletcher                       | Ursula Bruhin                        |
| 19. | 9 stycznia 2006      | Kreischberg  | Halfpipe                             | Manuela Pesko                        | Doriane Vidal                        | Shiho Nakashima                      |
| 20. | 14 stycznia 2006     | Kronplatz    | Snowcross                            | Sandra Frei                          | Karine Ruby                          | Aleksandra Żekowa                    |
| 21. | 15 stycznia 2006     | Kronplatz    | PGS                                  | Daniela Meuli                        | Julie Pomagalski                     | Alexa Loo                            |
| 22. | 19 stycznia 2006     | Leysin       | Halfpipe                             | Manuela Pesko                        | Juliane Bray                         | Sophie Rodriguez                     |
| 23. | 20 stycznia 2006     | Leysin       | Halfpipe                             | Paulina Ligocka                      | Manuela Pesko                        | Sophie Rodriguez                     |
| 24. | 22 stycznia 2006     | Nendaz       | PSL                                  | Jagna Marczułajtis                   | Daniela Meuli                        | Sara Fischer                         |
| ZIO | 10 - 26 lutego 2006  | Turyn        | 20. Zimowe Igrzyska Olimpijskie 2006 | 20. Zimowe Igrzyska Olimpijskie 2006 | 20. Zimowe Igrzyska Olimpijskie 2006 | 20. Zimowe Igrzyska Olimpijskie 2006 |
| 25. | 1 marca 2006         | Szukołowo    | PSL                                  | Daniela Meuli                        | Fränzi Mägert-Kohli                  | Ursula Bruhin                        |
| 26. | 3 marca 2006         | Petersburg   | PSL                                  | Doris Günther                        | Carmen Ranigler                      | Daniela Meuli                        |
| 27. | 9 marca 2006         | Lake Placid  | PGS                                  | Julie Pomagalski                     | Daniela Meuli                        | Stacia Hookom                        |
| 28. | 11 marca 2006        | Lake Placid  | Halfpipe                             | Gretchen Bleiler                     | Manuela Pesko                        | Paulina Ligocka                      |
| 29. | 12 marca 2006        | Lake Placid  | Snowcross                            | Zawody Odwołane                      | Zawody Odwołane                      | Zawody Odwołane                      |
| 30. | 17 marca 2006        | Furano       | Snowcross                            | Dominique Maltais                    | Lindsey Jacobellis                   | Sandra Frei                          |
| 31. | 18 marca 2006        | Furano       | Halfpipe                             | Manuela Pesko                        | Sōko Yamaoka                         | Shiho Nakashima                      |
| 32. | 19 marca 2006        | Furano       | PGS                                  | Daniela Meuli                        | Julia Dujmovits                      | Michelle Gorgone                     |

### Klasyfikacje
| Lp.   | Zawodniczka         | Punkty |
| ----- | ------------------- | ------ |
| 1.    | Daniela Meuli       | 8400   |
| 2.    | Julie Pomagalski    | 8030   |
| 3.    | Manuela Pesko       | 6475   |
| 4.    | Doresia Krings      | 5980   |
| 5.    | Maëlle Ricker       | 5150   |
| 6.    | Doris Günther       | 4835   |
| 7.    | Ursula Bruhin       | 4790   |
| 8.    | Dominique Maltais   | 4690   |
| 9.    | Carmen Ranigler     | 4216   |
| 10.   | Fränzi Mägert-Kohli | 3910   |
| . . . |                     |        |
| 12.   | Paulina Ligocka     | 3659   |
| 22.   | Jagna Marczułajtis  | 2748   |
| 99.   | Blanka Isielonis    | 473    |
| 125.  | Karolina Sztokfisz  | 212    |
| 161.  | Małgorzata Kukucz   | 74     |

| Lp.   | Zawodniczka         | Punkty |
| ----- | ------------------- | ------ |
| 1.    | Daniela Meuli       | 8400   |
| 2.    | Julie Pomagalski    | 5130   |
| 3.    | Ursula Bruhin       | 4790   |
| 4.    | Fränzi Mägert-Kohli | 3910   |
| 5.    | Doris Günther       | 3600   |
| 6.    | Isabelle Blanc      | 2840   |
| 7.    | Jagna Marczułajtis  | 2748   |
| 8.    | Amelie Kober        | 2698   |
| 9.    | Carmen Ranigler     | 2576   |
| 10.   | Doresia Krings      | 2270   |
| . . . |                     |        |
| 38.   | Blanka Isielonis    | 473    |
| 48.   | Karolina Sztokfisz  | 212    |
| 64.   | Małgorzata Kukucz   | 74     |

| Lp.   | Zawodniczka        | Punkty |
| ----- | ------------------ | ------ |
| 1.    | Dominique Maltais  | 4690   |
| 2.    | Maëlle Ricker      | 4010   |
| 3.    | Doresia Krings     | 3710   |
| 4.    | Olivia Nobs        | 3360   |
| 5.    | Mellie Francon     | 3040   |
| 6.    | Lindsey Jacobellis | 2950   |
| 7.    | Julie Pomagalski   | 2900   |
| 8.    | Karine Ruby        | 2890   |
| 9.    | Tanja Frieden      | 2820   |
| 10.   | Déborah Anthonioz  | 2710   |
| . . . |                    |        |
| 62.   | Paulina Ligocka    | 19     |

| Lp. | Zawodniczka      | Punkty |
| --- | ---------------- | ------ |
| 1.  | Manuela Pesko    | 6360   |
| 2.  | Paulina Ligocka  | 3640   |
| 3.  | Sophie Rodriguez | 3560   |
| 4.  | Shiho Nakashima  | 3080   |
| 5.  | Doriane Vidal    | 3000   |
| 6.  | Andrea Schuler   | 2590   |
| 7.  | Naho Mizuki      | 2450   |
| 8.  | Mercedes Nicoll  | 2370   |
| 9.  | Sōko Yamaoka     | 2224   |
| 10. | Juliane Bray     | 2060   |